# 巴頓鎮區 (阿肯色州阿肯色縣)
巴頓鎮區（英語：Barton Township）是位於美國阿肯色州阿肯色縣的一個行政鎮區。

## 地方資料
巴頓鎮區的面積為93.66平方千米，當中陸地面積為90.78平方千米，而水域面積為2.88平方千米。根據2010年美國人口普查的數據，當地共有人口210人，而人口密度為每平方千米2.24人。